# Грег ван Авермат
Грег ван Авермат (англ. Greg Van Avermaet, нар. 17 травня 1985, Локерен, Бельгія) — бельгійський велогонщик, олімпійський чемпіон 2016 року.

## Виступи на Олімпіадах
| Олімпіада           | Дисципліна            | Місце |
| ------------------- | --------------------- | ----- |
| Лондон 2012         | групова шосейна гонка | 92    |
| Ріо-де-Жанейро 2016 | групова шосейна гонка | 1     |

## Зовнішні посилання
- Грег ван Авермат — олімпійська статистика на сайті Sports-Reference.com (англ.) (архівна версія)

1. ↑  http://www.telegraph.co.uk/sport/othersports/cycling/8393935/Milan-San-Remo-2011-Matt-Goss-outsprints-Fabian-Cancellara-to-win-opening-one-day-spring-classic.html